# Merlinettes

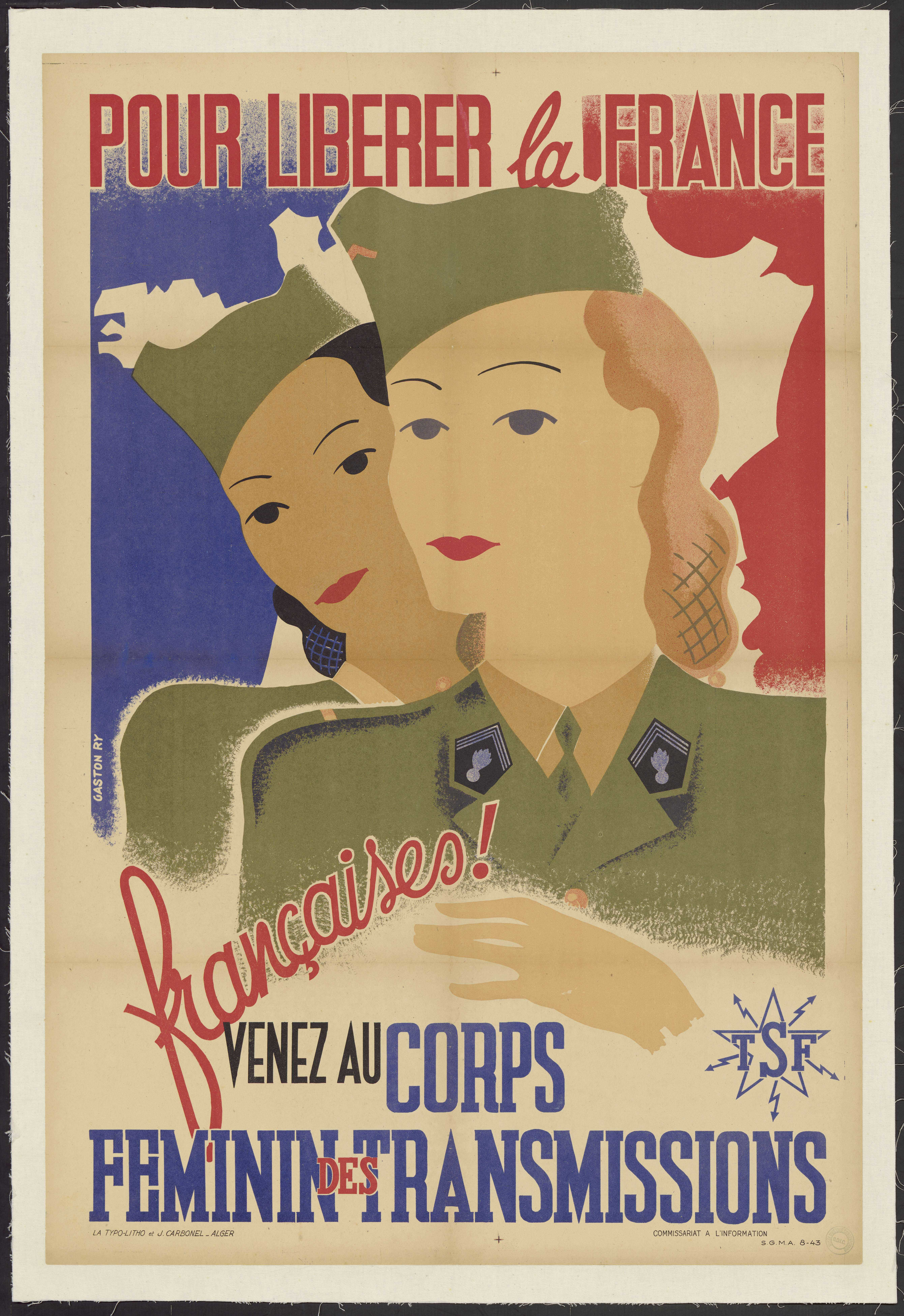
Affiche de recrutement.

Les Merlinettes est le surnom donné aux femmes du Corps féminin des transmissions (CFT) de l'armée française durant la Seconde Guerre mondiale. Leur surnom est dérivé du général Merlin, commandant les transmissions dans l'armée française en Afrique du Nord, qui eut l'idée de cette création et qui en conduisit la réalisation à l'hiver 1942 en Afrique du Nord.

## Historique
Durant l'hiver 1942, le général Lucien Merlin (alors colonel) commande les transmissions des trois armées françaises. Il décide de créer le Corps féminin de transmission (CFT) et met en place une campagne de recrutement jamais réalisée auparavant de personnel féminin par voie d'affichage en Afrique du nord française. Sur ces affiches, il est inscrit des slogans tels que « Pour libérer la France. Françaises, venez au Corps Féminin des Transmissions » ou « Françaises, engagez-vous dans les Transmissions ». Ce recrutement intervient dans une période de pénurie de combattants pour l'armée française et donc dans le but de libérer des hommes pour le combat. À l'issue de cette campagne, 1 275 opératrices sont recrutées et formées comme radio, téléphoniste, télétypiste, radio/secrétaire d'analyse, électriciennes, formations alors non spécifiques aux femmes, et réparties au sein des trois armes. Selon l'historien Luc Capdevila « C'est la première fois qu'un corps spécifique de femmes soldats sans missions qui relèvent d'un corps traditionnel est créé. ». Auparavant les femmes au sein de l'armée se trouvaient dans le domaine sanitaire — infirmières ou ambulancières — ou secrétaires. 
Après leur formation, 150 d'entre elles sont engagées, au niveau corps d'armée et supérieur, sur le théâtre d'opérations en Tunisie en mars 1943, puis 377 intègrent le Corps expéditionnaire français en Italie (CEF). Elles débarquent à Naples et progressent avec les forces françaises du général Juin lors de la campagne d'Italie participant à la bataille de Monte Cassino, à celle du Garigliano et à la libération de Rome pour atteindre Sienne. C'est dans cette ville qu'elles participent au défilé du 14 juillet 1944. 
En avril 1944, les Merlinettes sont 1 095 dont 37 officiers et 121 sous-officiers.  
Le 9 août, celles du Corps expéditionnaire rembarquent à Tarente sur la côte Ionique et le 16 août, les Merlinettes débarquent à Saint-Tropez lors du débarquement de Provence. Certaines vont participer également à la campagne de l'armée aux ordres du général de Lattre de Tassigny de la Provence à Strasbourg, puis après le franchissement du Rhin, à l'avancée vers Sigmaringen. Après l'armistice, les unités de transmissions du CFT s'arrêtent définitivement à Innsbruck le 9 juillet 1945.
La valeur de leur engagement est soulignée par le général Carpentier, chef d'état-major du CEF : « dans des circonstances extrêmement dures, le personnel féminin des transmissions a été admirable » et par le général de Lattre de Tassigny : « les volontaires féminines de la 1re Armée (...) ont fait preuve d'un dévouement souriant, d'un zèle sans défaillance, certaines même d'un héroïsme magnifique. Elles peuvent être fières de la part qu'elles ont prise à notre victoire ».

### Parachutages en zone occupée
Certaines Merlinettes sont à Londres pour leur formation et intègrent ensuite les opérations du Special Operations Executive (SOE) britannique. Elles sont parachutées en France occupée au printemps et en été 1944. Parmi elles, Suzanne Mertzizen, Marie-Louise Cloarec, Eugénie Djendi et Pierrette Louin, toutes arrêtées par la Gestapo, torturées et déportées à Ravensbrück, sont fusillées le 18 janvier 1945 par les Allemands au camp de Ravensbrück.

## Hommages
Le 1er août 2010, une stèle est érigée au Bugeron, sur le site auvergnat où furent parachutées Denise Colin et Suzanne Combelas, en présence de leur camarade Colette Martini-Escoffier.
Le 30 septembre 2017, trois résistantes du CFT figurent sur une stèle à Saint-Léger-Magnazeix, en Haute-Vienne, aboutissement d'une volonté de l'association des Amis de la Fondation pour la mémoire et la déportation (AFMD).
Une autre stèle est érigée en hommage à toutes les femmes de cette unité au musée départemental de la Résistance et de la Déportation de Lorris. Elle est inaugurée le vendredi 6 octobre 2023 « pour mettre en lumière ces femmes combattantes de la Seconde Guerre mondiale, gommées de l'Histoire ».

## Annexe